# Adelaide City FC
Adelaide City Football Club je australský fotbalový klub z Adelaide. Klub byl historicky známý jako Juventus, jak jej nazvali jeho zakladatelé v italské komunitě Adelaide. Klubové barvy jsou po vzoru italského Juventusu pochopitelně černá a bílá.

## Historie
Klub byl založen v roce 1946 italskou komunitou jako Juventus. Hraje v lize státu Jižní Austrálie. V roce 1967 se přejmenoval na Adelaide Juventus a v roce 1977 na Adelaide City. V letech 1977 až 2003 hrál celonárodní australskou ligu. V roce 1987 vyhrál premiérový ročník Poháru mistrů Oceánie. V roce 2003 klub kvůli finančním problémům opustil australskou ligu, načež byl založen nový klub Adelaide United, kam přešla většina týmu.

## Úspěchy
- Australská liga (3): 1986, 1991–92, 1993–94
- Australský pohár (3): 1979, 1989, 1991–92
- Pohár mistrů Oceánie (1): 1987